# Ошибка игрока

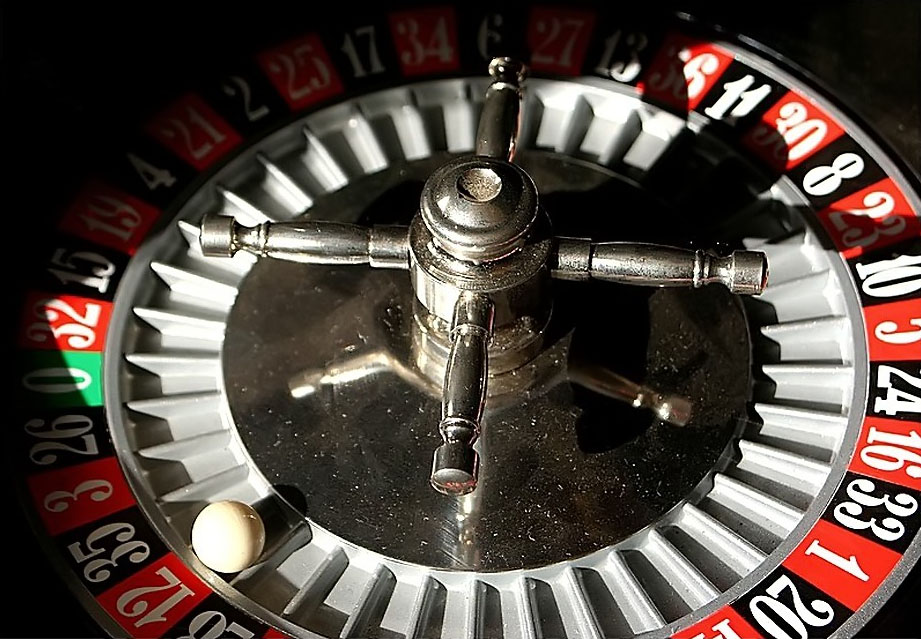
Колесо рулетки

Оши́бка игрока́ (англ. gambler’s fallacy) или ложный вывод Монте-Карло — распространённое ошибочное понимание случайности событий. Связана с тем, что, как правило, человек не осознаёт на интуитивном уровне того факта, что вероятность каждого последующего исхода не зависит от предыдущих исходов случайного события. Однако теория вероятностей рассматривает каждое событие по отдельности как независимое от предыдущих. Несмотря на то, что в первую очередь такое ложное убеждение связывают со сферой азартных игр, оно распространено и в других областях человеческой деятельности и ему подвержены многие люди.

## Описание
«Ошибка игрока» представляет собой ошибочное понимание случайности событий, что приводит к убеждению в том, что если в повторяющихся независимых исходах случайного процесса наблюдалось отклонение от ожидаемого поведения, тогда будущие отклонения в противоположном направлении становятся более вероятны. Однако такое умозаключение противоречит теории вероятностей, изучающей случайные события, случайные величины. Согласно этой теории необходимо рассматривать каждое событие по отдельности, как статистически независимое от предыдущих, а не в цепи событий. Также в теории вероятности описывается закон больших чисел, формулирующий результат выполнения одного и того же эксперимента много раз. Согласно этому закону, среднее значение конечной выборки из фиксированного распределения близко к математическому ожиданию этого распределения.

Симуляция подбрасываний монеты, которая с одной стороны красная, с другой стороны синяя. Исход каждого подбрасывания добавляется как цветная точка в соответствующий столбик. Круговая диаграмма показывает, что соотношение красного и синего приближается к 50-50 (закон больших чисел).

В случае с подбрасыванием монеты много раз вполне может произойти такая ситуация, когда выпадет 9 «решек» подряд. Если монета «нормальная» («правильная»), то для многих людей кажется очевидным, что при следующем броске вероятность выпадения «орла» будет больше: сложно поверить, что «решка» может выпасть десятый раз подряд. Тем не менее, такой вывод является ошибочным. Вероятность выпадения следующего орла или решки по-прежнему остаётся 1/2. Эта логика неприменима к случайному вытаскиванию карт из колоды, поскольку количество карт в ней конечно, и чем больше было вытащено, например, черных карт, тем больше вероятность, что следующая будет красная.
Нужно, однако, разграничивать понятия: вероятность выпадения «орла» или «решки» в каждом конкретном случае и вероятность выпадения «решки» {\displaystyle n} раз подряд (например, два раза подряд или десять раз подряд). Последняя будет равна {\displaystyle (1/2)^{n}=1/2^{n}} (для случаев с двумя или десятью выпадениями подряд — соответственно {\displaystyle 1/4} или {\displaystyle 1/1024}). Впрочем, такой же будет вероятность выпадения и любой другой фиксированной последовательности из «орлов» и «решек» при {\displaystyle n} бросках монеты.
В целом, если мы представим Ai за событие, то при подбрасывании i правильных монет все они выпадут «орлом» вверх, тогда получается следующий результат:
{\displaystyle \Pr \left(\bigcap _{i=1}^{n}A_{i}\right)=\prod _{i=1}^{n}\Pr(A_{i})={1 \over 2^{n}}}.
Если теперь представить, что мы только что получили четыре последовательных «орла» подряд, так что если пятая монета выпадет «орлом» вверх, то мы закончили цикл из пяти «орлов». Игрок может надеяться, что скорее выпадет «решка» чем «орёл». Однако, это не так, вероятность такого цикла составляет 1/32 (один из тридцати двух). Ошибка заключается в том, что событие выпадения пяти «орлов» подряд равновероятны с событием выпадения четырёх «орлов» и одной «решки», каждое из которых имеет вероятность 1/32. Таким образом при выпадении четырёх «орлов» вероятность выпадения пятого составляет:
{\displaystyle \Pr \left(A_{5}|A_{1}\cap A_{2}\cap A_{3}\cap A_{4}\right)=\Pr \left(A_{5}\right)={\frac {1}{2}}}.
Хотя вероятность выпадения пяти «орлов» подряд составляет 1/32 = 0,03125, это вероятность по отношению к первому подбрасыванию. После первых четырёх подбрасываний их исходы уже известны, следовательно их вероятности равняются 1. Утверждение, что вероятность выпадения «решки» в следующем подбрасывании выше из-за предыдущих выпадений «орлов», то есть успехи в прошлом каким-либо образом влияют на шансы в будущем, является заблуждением.
Из предыдущего видно, что, если мы подбросим монету 21 раз, тогда вероятность 21 «орла» составляет 1 из 2 097 152. Однако вероятность получения «орла» после 20 предыдущих «орлов» подряд является 1/2. Такой вариант является применением теоремы Байеса, которая позволяет определить вероятность какого-либо события при условии, что произошло другое статистически взаимозависимое с ним событие.
Рассмотрим такие две вероятности, принимая во внимание, что у нас «правильная» монета:
- вероятность 20 «орлов» и следующей «решки» = 0,520 × 0,5 = 0,521
- вероятность 20 «орлов» и следующего «орла» = 0,520 × 0,5 = 0,521

Таким образом обе эти вероятности равняются 1 из 2 097 152. Тогда, равновероятно выбросить 21 «орёл» подряд и 20 «орлов» подряд с последующим одной «решкой». Далее, эти возможности имеют такую же вероятность как и любой другой набор исходов (всего таких 2 097 152); все такие комбинации имеют вероятности равные 0,521 или 1 из 2 097 152. Из этого видно, что нет причин для предположения, что удача изменится в зависимости от предыдущих попыток. Следовательно, как и говорит теорема Байеса, исход каждой попытки сводится к базовой вероятности для «правильной» монеты: 1⁄2.

## Распространение

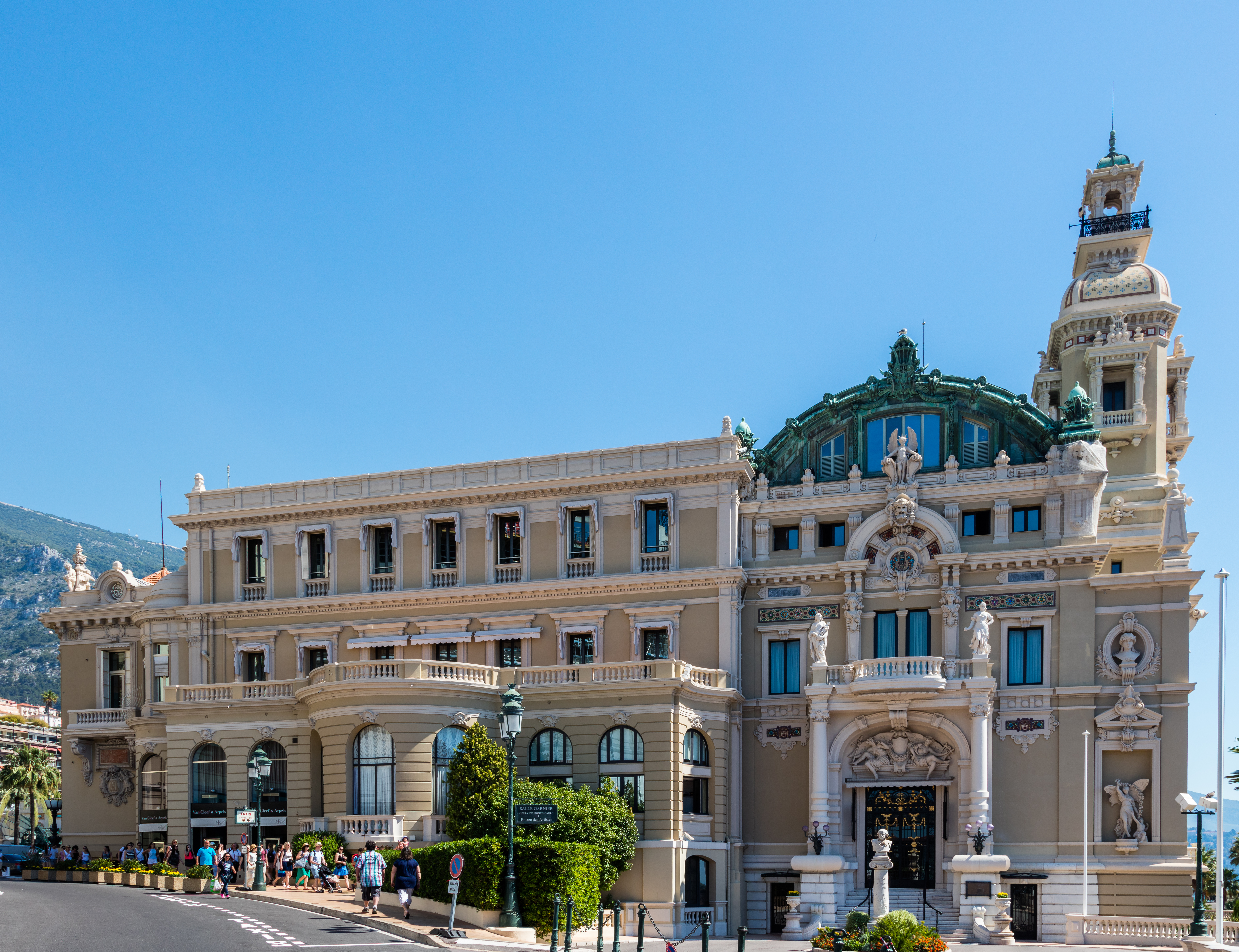
Казино Монте-Карло

Происхождение названия такого когнитивного заблуждения, как «ложный вывод Монте-Карло», связывают с событиями, произошедшими 18 августа 1913 года, когда за одним из игровых столов с рулеткой в казино Монте-Карло шарик останавливался на чёрном поле рулетки 26 раз подряд. Как известно, на стандартном колесе рулетки число красных и чёрных ячеек (карманов) одинаковое; следовательно вероятность выпадения одного из цветов чуть меньше 50 % (из-за нуля на рулетке). Однако тогда в Монте-Карло чёрный цвет выпал 26 раз подряд, в связи с чем игроки ставили на красное, надеясь, что последовательность выпадения чёрного прервётся, и проигрывали. Эту историю часто приводят исследователи, занимающиеся психологией азартных игр. Наблюдения за современными игроками в рулетку показывают, что «ошибка игрока» до сих пор оказывает влияние на выбор, который они делают. В литературе отмечается, что такой распространённый среди азартных игроков ложный вывод приводит к его использованию в качестве «стратегии Монте-Карло», что является абсолютно неверным умозаключением. Такое заблуждение иногда ещё называют ошибкой зрелости шансов (англ. fallacy of the maturity of chances).
Аналогичный хрестоматийный случай имел место в Италии и получил название «лихорадка 53 номера» (итал. la febbre per il 53). Начиная с 2003 года на протяжении многих розыгрышей итальянской лотереи перестал выпадать выигрышный номер 53. Это совпадение заставило многих людей ставить на это число больше. По наблюдению психолога Дэвида Робсона (англ. David Robson), автора книги «Ловушка интеллекта: почему умные люди делают глупости», в этом случае имело место также «ошибка игрока»: «…ведь, казалось бы, это очевидно: если число не выпадает так долго, то оно должно выпасть вот-вот!» По его словам, к началу 2005 года «лихорадка 53» привела к банкротству многих людей, некоторые люди кончали жизнь самоубийством, так как упорно ставили на 53-й номер значительные суммы денег и проигрывали: «Массовая истерия завершилась только после того, как 9 февраля число 53 наконец выпало — после того, как не выпадало 182 тиража подряд. За это время на него было поставлено в общей сложности 4 миллиарда евро. Четыре проигранных миллиарда». По мнению Робсона: «Какими бы ни были причины такой фальшивой интуиции, исследования показывают: ошибка игрока может иметь самые серьёзные последствия — не только в казино». Такие интуитивные искажения действительности присущи людям не только в сфере азартных игр, но и в других областях человеческой деятельности. Так, зафиксированы случаи применения этой ошибочной стратегии при инвестировании, игре на фондовом рынке, в банковской сфере, в судебной практике, при наборе персонала, в спортивных соревнованиях и т. д. Согласно исследованиям отмечается, что люди с более высоким коэффициентом интеллекта предрасположены к этому когнитивному искажению более других, что объясняют тем, что они придают большее значение закономерностям и, таким образом, склонны верить в то, что могут предугадать, какое событие может произойти в следующий раз.